# Sotírios Sotirópulos
Sotírios Sotirópulos (em grego: Σωτήριος Σωτηρόπουλος; 1831 — 1898) foi um político da Grécia. Ocupou o cargo de primeiro-ministro da Grécia entre 15 de Maio de 1893 a 11 de Novembro de 1893.